# خان‌گروند
خان‌گروند (به ترکی آذربایجانی: Xan Qərvənd) یک منطقهٔ مسکونی در جمهوری آذربایجان است که در شهرستان گران‌بوی واقع شده‌است. خان‌گروند ۳٬۸۳۷ نفر جمعیت دارد.